# تشارلي شيلتون
تشارلي شيلتون (بالإنجليزية: Charlie Shelton)‏ (22 يناير 1864 بنوتنغهام في المملكة المتحدة - 1951) هو لاعب كرة قدم بريطاني (وحمل سابقاً جنسية المملكة المتحدة لبريطانيا العظمى وأيرلندا) في مركز نصف الجناح. شارك مع منتخب إنجلترا لكرة القدم. أما مع النوادي، فقد لعب مع نوتس كاونتي وNotts Rangers F.C. ‏.

## وصلات خارجية
- تشارلي شيلتون على موقع قاعدة بيانات كرة القدم.إي يو (الإنجليزية)
- تشارلي شيلتون على موقع ناشيونال فوتبول تيمز (الإنجليزية)
- تشارلي شيلتون على موقع عالم كرة القدم.نت (الإنجليزية)